# Mirjam Björklund
Mirjam Björklund (Stoccolma, 29 luglio 1998) è una tennista svedese.

## Carriera
Mirjam Björklund ha vinto 10 titoli in singolare e 2 nel doppio nel circuito ITF in carriera. A livello WTA ha vinto un titolo 125k nella specialità di doppio nel 2021 a Båstad, in coppia con Leonie Küng. 
Nel 2022 debutta nelle qualificazioni di uno Slam, agli Australian Open, ma non supera il turno decisivo perdendo contro Katie Volynets. Il 21 febbraio 2022 ha raggiunto il best ranking mondiale nel singolare, nr 183, e il 31 gennaio 2022 nel doppio, nr 281. 
All'Open di Francia  si guadagna il primo accesso al tabellone principale di un Major, grazie alle vittorie su Andrea Lázaro García, Lizette Cabrera e Mihaela Buzărnescu. Al primo turno incontra la qualificata Donna Vekić, perdendo 6(6)–7 2-6.

## Vita privata
È fidanzata con il tennista canadese Denis Shapovalov da giugno 2019.

## Circuito WTA 125

### Doppio

#### Vittorie (1)
| N. | Data           | Torneo               | Superficie  | Compagna    | Avversarie in finale                | Punteggio        |
| 1. | 10 luglio 2021 | Swedish Open, Båstad | Terra rossa | Leonie Küng | Tereza Mihalíková Kamilla Rachimova | 5-7, 6-3, [10-5] |

## Statistiche ITF

### Singolare

#### Vittorie (10)
| Torneo $100.000 (1) |
| Torneo $80.000 (0)  |
| Torneo $75.000 (0)  |
| Torneo $60.000 (0)  |
| Torneo $50.000 (0)  |
| Torneo $25.000 (4)  |
| Torneo $15.000 (5)  |
| Torneo $10.000 (0)  |

| N.  | Data             | Torneo                                       | Superficie  | Avversaria in finale           | Score            |
| 1.  | 16 luglio 2017   | Knokke Zoute Ladies Open, Knokke-Heist       | Terra rossa | Marie Temin                    | 6–3, 6–4         |
| 2.  | 22 luglio 2018   | Iris Ladies Trophy, Bruxelles                | Terra rossa | Julyette Maria Josephine Steur | 7–5, 6–1         |
| 3.  | 27 gennaio 2019  | Magic Tours, Monastir                        | Cemento     | Gozal' Aınıtdınova             | 6–2, 7–5         |
| 4.  | 24 febbraio 2019 | Magic Tours, Monastir                        | Cemento     | Despina Papamichail            | 1–6, 7–6(3), 6–3 |
| 5.  | 24 marzo 2019    | Magic Tours, Tabarka                         | Terra rossa | Chantal Škamlová               | 6–3, 6–2         |
| 6.  | 5 maggio 2019    | Forte Village International Tournament, Pula | Terra rossa | Gabriela Cé                    | 6–3, 7–6(3)      |
| 7.  | 15 agosto 2021   | Flanders Ladies Trophy Koksijde, Koksijde    | Terra rossa | Dea Herdželaš                  | 7-6(6), 6-3      |
| 8.  | 31 ottobre 2021  | H-E-B Women's Pro Tennis Open, Austin        | Cemento     | Kayla Day                      | 2-6, 6-2, 6-2    |
| 9.  | 24 aprile 2022   | Orlando USTA Pro Circuit Event, Orlando      | Terra verde | Alexandra Cadanțu-Ignatik      | 6-3, 6-4         |
| 10. | 24 giugno 2023   | Ilkley Trophy, Ilkley                        | Erba        | Emma Navarro                   | 6-4, 7-5         |

#### Sconfitte (4)
| Torneo $100.000 (0) |
| Torneo $80.000 (0)  |
| Torneo $75.000 (0)  |
| Torneo $60.000 (1)  |
| Torneo $50.000 (0)  |
| Torneo $25.000 (1)  |
| Torneo $15.000 (2)  |
| Torneo $10.000 (0)  |

| N. | Data             | Torneo                                  | Superficie  | Avversaria in finale | Score         |
| 1. | 23 luglio 2017   | Iris Ladies Trophy, Bruxelles           | Terra rossa | Ana Sofía Sánchez    | 6–3, 4–6, 1–6 |
| 2. | 20 maggio 2018   | ITF Women's Circuit Gotheborg, Göteborg | Terra rossa | Raveena Kingsley     | 2–6, 4–6      |
| 3. | 5 settembre 2021 | CMG Tennis Cup, Trieste                 | Terra rossa | Tara Würth           | 6-3, 4-6, 5-7 |
| 4. | 20 agosto 2022   | NYJTL Bronx Open, The Bronx             | Cemento     | Kamilla Rachimova    | 2-6, 3-6      |

### Doppio

#### Vittorie (2)
| Torneo $100.000 (0) |
| Torneo $80.000 (0)  |
| Torneo $75.000 (0)  |
| Torneo $60.000 (0)  |
| Torneo $50.000 (0)  |
| Torneo $25.000 (1)  |
| Torneo $15.000 (1)  |
| Torneo $10.000 (0)  |

| N. | Data             | Torneo                                     | Superficie  | Compagna      | Avversarie in finale                | Score            |
| 1. | 19 novembre 2017 | Hammamet Open, Hammamet                    | Terra rossa | Lexie Stevens | Beatrice Lombardo Gaia Squarcialupi | 6–3, 6–0         |
| 2. | 9 ottobre 2021   | Team Ascension's Pro Women's Open, Redding | Cemento     | Katie Swan    | Dalila Jakupovič Lu Jiajing         | 6-3, 1-6, [10-3] |

#### Sconfitte (3)
| Torneo $100.000 (0) |
| Torneo $80.000 (0)  |
| Torneo $75.000 (0)  |
| Torneo $60.000 (1)  |
| Torneo $50.000 (0)  |
| Torneo $25.000 (1)  |
| Torneo $15.000 (0)  |
| Torneo $10.000 (1)  |

| N. | Data            | Torneo                                                      | Superficie  | Compagna         | Avversarie in finale             | Score            |
| 1. | 29 ottobre 2016 | Stockholm Ladies, Stoccolma                                 | Cemento (i) | Brenda Njuki     | Laura Ioana Paar Anna Klasen     | 2–6, 2–6         |
| 2. | 17 agosto 2018  | Disa Lad Palmas de Gran Canaria, Las Palmas de Gran Canaria | Cemento     | Emily Arbuthnott | Quirine Lemoine Eva Wacanno      | 6(6)–7, 1–6      |
| 3. | 1º agosto 2021  | Reinert Open, Versmold                                      | Terra rossa | Jaimee Fourlis   | Anna Danilina Valerija Strachova | 6-4, 5-7, [4-10] |